# Lijst van grote Zuid-Soedanese steden

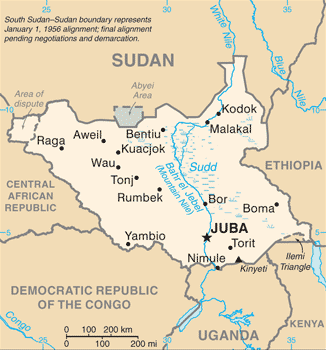
Kaart van Zuid-Soedan

Dit is een lijst met de grote steden van het land Zuid-Soedan. Alle steden met meer dan 50.000 inwoners volgens de census van 2008 zijn opgenomen in de lijst.

## Lijst

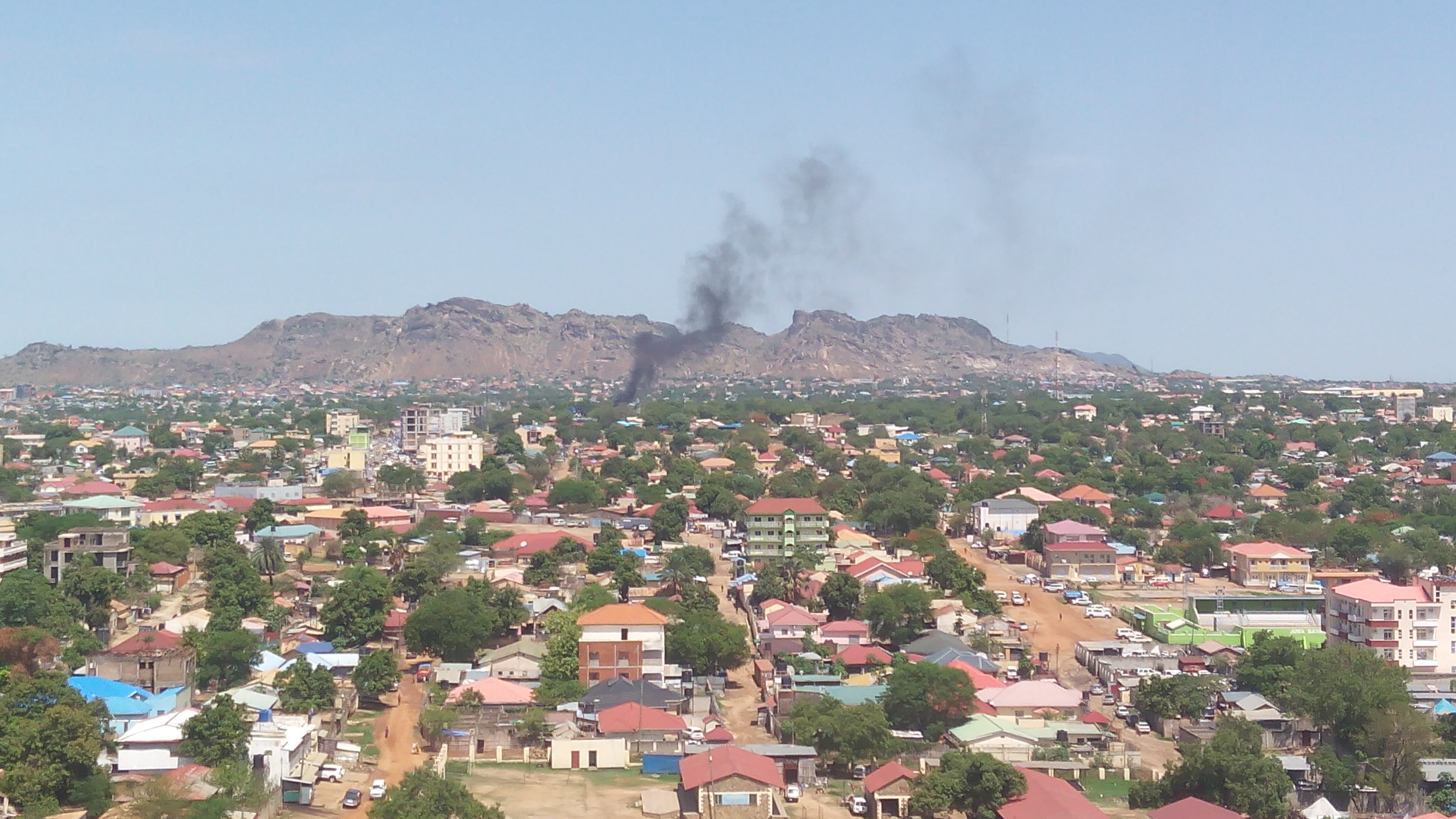
1. Juba

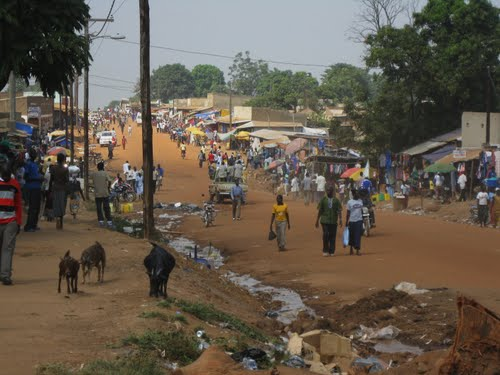
5. Yei

| Rang | Stad    | Inwoners | Staat                   |
| ---- | ------- | -------- | ----------------------- |
| 1    | Juba    | 230.195  | Central Equatoria       |
| 2    | Wau     | 118.331  | Western Bahr el Ghazal  |
| 3    | Malakal | 114.528  | Upper Nile              |
| 4    | Yambio  | 105.881  | Western Equatoria       |
| 5    | Yei     | 69.720   | Central Equatoria       |
| 6    | Renk    | 69.079   | Upper Nile              |
| 7    | Aweil   | 59.217   | Northern Bahr el Ghazal |
| 8    | Maridi  | 55.602   | Western Equatoria       |